# بخش کریم‌گنج
بخش کریم‌گنج (به انگلیسی: Karimganj district) یک بخش در هند است که در آسام واقع شده‌است. بخش کریم‌گنج ۱٬۸۰۹ کیلومتر مربع مساحت و ۱٬۲۱۷٬۰۰۲ نفر جمعیت دارد.